# موزه سردرود
موزه مردم‌شناسی سردرود یکی از موزه‌های استان آذربایجان شرقی است که در شهر سردرود احداث شده‌است. این موزه در سال ۱۳۹۴ افتتاح شد.

## مشخصات فیزیکی موزه سردرود
موزه سردرود به زیر بنای ۲۵۰ متر مربع در پارک مره خونی این شهر بنا شده‌است و زیر نظر شهرداری شهر سردرود فعالیت می‌کند.

## اشیا و آثار نگهداری شده
بخش اسناد این موزه شامل اسناد آب مربوط به دوره ناصرالدین شاه و فتحعلی شاه، وصیتنامه‌ها، اسناد جهاز، دفاتر نسیه، برگه‌هایی از علوم ماوراءالطبیعی که مورد استفاده فالگیران بوده و کارت‌های پایان خدمت را داراست.
در این موزه سنگ‌هایی قیمتی با خاصیت درمانی از جمله عقیق، یاقوت، زمرد، مرجان، سنگ خون، فیروزه، نگین ماداگاسکار، کوارتز سفید، سنگ پاد زهر و کهربا نگهداری می‌شود.
در بخش مردم‌شناسی موزه کارگاه خیاطی که کل لوازم قدیمی خیاطی، چرخ خیاطی دستی، اتوی زغالی و پوشش‌های قدیمی مردم منطقه با قدمت ۱۵۰ سال از قبیل آلاچرشاب، جلیقه پول، پارچه‌های گلدوزی، لباس‌های هیئت عزاداری مثل چفیه و کمر با آینه‌های قدیمی نگهداری می‌شود. در کنار این لباس‌ها، زیورآلات قدیمی و وسایل آرایش زنان هم‌چون سرمه‌دان، بیکوده، جعبه جواهرات، انواع گردانبند، انگشتر، النگو، گوشواره و… نمایش داده شده‌است.
در این موزه چراغ‌های نفتی، فانوس، مجموعه‌ای از ترازوها مثل قپان، قانتار، ترازوی آویز و. ترازوی آویز حصیری، ترازو دوکفه‌ای، بالابر سه قرقره انواع آچار و قفل و قفل طلسم هم دیده می‌شود.
در بخش وسایل آشپرخانه این موزه می‌توان اشیایی همچون ظروف چینی دوره قاجار تا صفویه، وسایل پخت نان، سبد خریدمیوه، اجاق نفتی، سه پیلته، ظرف گوشت، چراغ علاءالدین، گوشت‌کوب و انواع ظروف مسی، گلابدان، سینی، سماور و متعلقات آن، خمره، لوله سفالی و… را مشاهده کرد.
بخش چاقو و ابزار آلات خرد موزه ساردور شامل انواع چاقو، ابزار آلات کشاورزی و خنجر است که قدمت برخی از آنها به۲۰۰سال نیز می‌رسد.
موزه سردرود در محل فرهنگسرای شهرداری سردرود تأسیس شد و اشیا و مدارک آن شامل ابزارآلات، وسایل کشاورزی، آثار مکتوب و انواع سنگ نگاره‌ها می‌باشد.

## آمار بازدید از موزه
در ایام نوروز بیش از ۳۵۰۰ نفر از موزه شهر سردرود بازدید می‌کنند که بخشی از آنها گردشگرانی هستند که فقط از شهر عبور می‌کنند. روزهای پنجشنبه و جمعه بیشترین استقبال از این موزه ثبت شده‌است.